# Banda Ragno
La Banda Ragno è stata una cellula comunista clandestina che ha operato nella zona di Osimo durante il biennio 1930-31. Dopo un tentativo di ricostituzione nel 1936, diede vita a una formazione partigiana durante la Resistenza.

## Gli anni trenta
Il gruppo coesisteva assieme a una formazione clandestina di giovani ventenni e a un'altra che si rifaceva ai fondatori della sezione locale del PCdI istituita nel 1921. Secondo lo scrittore Luciano Egidi, Ragno era il nome di un leggendario brigante che nell'Ottocento operava fra Osimo e Filottrano. Il soprannome “Ragno” venne dato anche a Marino Verdolini, che fu fra coloro che costituirono il gruppo clandestino a cui parteciparono fra gli altri anche Giovan Battista Cecconi, Renato e Teobaldo Fabrizi, Mario Pasqualini, Aldo e Marino Mosca, Antonio Pennacchioni, Guerrino Ortini, Umberto Vigiani.
Dai verbali della polizia del regime fascista risulta che le azioni svolte dalla Banda Ragno si svilupparono prevalentemente negli anni 1930 e 1931, e videro gli attivisti del nucleo realizzare atti dimostrativi, in particolare in prossimità del 1º maggio, festività che il Fascismo aveva abolito. In quelle e in successive occasioni si ebbero affissioni di manifesti antifascisti, volantinaggi, disegni del simbolo con falce e martello, o semplicemente l'esibizione di fazzoletti rossi in luoghi pubblici. Queste azioni comportarono l'intervento repressivo dei Regi Carabinieri e a volte quello violento degli squadristi fascisti nei confronti dei dissenzienti. Alcuni di questi furono ammoniti, altri incarcerati, altri ancora bastonati.
In seguito la banda provvide a strutturarsi dal punto di vista organizzativo, con meccanismi di affiliazione e di sottoscrizione e con riunioni clandestine periodiche; e dalle azioni pacifiche si passò alla proposta di rubare armi da un'armeria e dal deposito della Milizia; fino all'organizzazione di un attentato con l'esplosione di un ordigno costruito artigianalmente. Dal novembre al dicembre del 1931 la polizia fascista riuscì a smantellare il nucleo sovversivo catturandone i ventiquattro componenti. Tre di questi, Renato Benedetto Fabrizi, Marino Verdolini e Umberto Figiani, quelli più in vista e considerati più pericolosi per il regime, furono avviati al confino a Lipari.
Liberato assieme ai due compagni, Fabrizi fece nel 1936 il tentativo di ricostituire la banda, ma venne tradito da una soffiata di un vicino di casa e fu spedito al confino di Bonefro, dove l'anno successivo morì fra stenti, fame e freddo, e la salma poté ricongiungersi alla natia Osimo solo dopo la liberazione, nell'estate del 1944.

## La Resistenza
Alcuni protagonisti degli anni trenta – Pasqualini, Cecconi e Verdolini – continuarono segretamente a tessere i fili dell'antifascismo a Osimo, e la Banda Ragno del decennio precedente fu il nucleo che dette vita, assieme alle organizzazioni antifasciste locali, al Gruppo di Azione Patriottica “Fabrizi” intitolato al membro della Banda Ragno morto al confino, alla cui guida si pose Quinto Luna (che sarebbe stato decorato con la medaglia d'argento al Valor Militare). L'embrione della formazione partigiana prese forma negli incontri clandestini nell'abitazione dei Carlini, una casa colonica in cui si ritrovavano membri originari della Banda Ragno e nuove reclute come Roberto Re.
In periodo di guerra, le azioni simboliche furono sostituite da operazioni di guerriglia sia a cavallo dell'8 settembre 1943 che lungo il 1944, con alterne fortune e con il distacco dal GAP “Fabrizi” di un gruppo di combattenti che avrebbero formato il distaccamento partigiano “Stacchiotti”, dal nome di un caduto in una retata dei nazifascisti.